# Schmitzhöhe
Die Ortschaft Schmitzhöhe ist ein Ortsteil der Gemeinde Lindlar im Oberbergischen Kreis in Nordrhein-Westfalen (Deutschland).

## Lage und Beschreibung
Schmitzhöhe liegt 8 Kilometer westlich von Lindlar auf dem Bergrücken zwischen dem Sülz- und dem Lennefetal. Durch den Ort fließen mehrere Bäche, die die Sülz oder Lennefe (auch „Lennefer Bach“) speisen. Der Ort gliedert sich in das alte Schmitzhöhe, das in den letzten Jahren enorm wuchs, und den Ortsteil Neuschmitzhöhe, der den alten Ort schnell an Einwohnerzahl überflügelte.

## Geschichte
Schmitzhöhe wurde 1478 erstmals urkundlich erwähnt und zwar „Heynrich zor Hoe ist Siegelzeuge in einer Stiftungsurkunde des Geirhart van Ceppel“. Der Ortsnamen-Bestandteil „Schmitz“ weist auf „Schmied“ hin. Die Schreibweise der Erstnennung war Hoee.
1646 wurde die Kapelle St. Rochus und St. Sebastianus in Schmitzhöhe errichtet. Sie erhielt 1754 eine Glocke aus Bronze. 1817 wurde die Schule in Schmitzhöhe neu gegründet, 1855/56 wurde ein neues Schulhaus gebaut, zu diesem Zeitpunkt wurden 179 Schüler in einer Klasse unterrichtet. Um 1830 lebten in Schmitzhöhe rund 77 Menschen. 1870 wurde der Regierung von den Schulvorständen der Schulen Hohkeppel und Schmitzhöhe ein Plan zur Neueinteilung der Schulbezirke überreicht, um der Überfüllung der Schulen ein Ende zu bereiten. Auf Grund dieses Planes wurde eine neue Schule in Kalkofen gebaut, die 1877 bezogen wurde. Das Gebäude ist heute ein Wohnhaus. Die Grundschule Schmitzhöhe besteht bis heute.
Aufgrund § 10 und § 14 des Köln-Gesetzes wurde 1975 die Gemeinde Hohkeppel aufgelöst und umfangreiche Teile in Lindlar eingemeindet. Darunter auch Schmitzhöhe.

## Schulen
- Gem.Grundschule Schmitzhöhe

## Vereine und Einrichtungen
- Ev. Gemeindezentrum Schmitzhöhe
- Karnevalsgesellschaft „Op d’r Hüh“
- KG Am Strucher Strüchelchen, Fahn 1950
- MGV Cäcilia Schmitzhöhe 1878
- St. Seb. Schützenbruderschaft Schmitzhöhe
- Christliche Elterninitiative „Der Klecks“ Kindergarten
- SV Eintracht Hohkeppel

## Kirchen
- Kath. Pfarrkirche St. Sebastianus, Schmitzhöhe
- Gemeindezentrum der evangelischen Kirchengemeinde Lindlar

## Wirtschaft, Industrie und Infrastruktur
Schmitzhöhe verfügt über eine Grundversorgung an Einzelhandel und verfügt auch über eine Postniederlassung. Ebenfalls ist ein Hotel und ein Restaurant vor Ort. Stolz ist der Ort auf eine eigene, genossenschaftlich betriebene Wasserversorgung mit eigenen Quellen, Hochbehältern und Leitungen.

## Busverbindungen
- Haltestellen Neuschmitzhöhe, Schmitzhöhe, Schule, Schmitzhöhe, Kirche:
  - 421 Lindlar – Immekeppel – Moitzfeld – Bensberg (RVK, Montag bis Freitag 30-Minuten-Takt bis 21 Uhr, Abendverkehr und Wochenende im Stundentakt, kein Nachtverkehr) – Werktags stündlich weiter als SB40 nach Köln Hbf.
  - 401 Industriegebiet Klause – Lindlar – Waldbruch – Schmitzhöhe – Hommerich – Kürten Schulzentrum (KWS, Schulbus)
- Haltestelle Schmitzhöhe, Schule:
  - 398 Lindlar – Köttingen – Schmitzhöhe (Taxibus, einzelne Fahrten tagsüber)

## Wander- und Radwege
- Der Wanderweg Rund um Lindlar durchläuft den Ort.
- Die Ortsrundwanderwege A1 und A2 durchlaufen den Ort.
- Die Sauerländischen Gebirgsvereins-Hauptwanderstrecke X29 von Essen nach Uckerath, Bergischer Weg genannt,  führt südwestlich an dem Ort vorbei.

## Persönlichkeiten
- Gabriele Krone-Schmalz, Trägerin des Bundesverdienstkreuzes 1. Klasse und Moderation des ARD „Kulturweltspiegels“, wohnt in Schmitzhöhe
- Markus Maria Profitlich, Comedystar von Sat.1, wohnte in Schmitzhöhe-Kalkofen.[5]